# Nicobium castaneum
Nicobium castaneum is een keversoort uit de familie klopkevers (Anobiidae). De wetenschappelijke naam van de soort is voor het eerst geldig gepubliceerd in 1790 door Olivier.
De larven zijn beducht in bibliotheken, wegens de grote schade die ze aan boeken kunnen aanbrengen.